# Batalla d'Aqbat al-Bakr
La batalla d'Aqbat al-Bakr és una de les batalles de la Fitna, la guerra civil que va esclatar en el Califat de Còrdova a la mort d'Abd-al-Màlik, el fill i successor d'Almansor.

## Antecedents
El califat de Còrdova és l'etapa política de la presència islàmica en la península Ibèrica de major esplendor, encara que de curta durada, ja que en la pràctica acabà en el 1009 amb la Fitna o guerra civil pel tron que es desencadenà entre els àrabs, partidaris de l'últim califa legítim Hixam II, els amazics que donaven suport a Sulayman al-Mustaín, i els successors del primer ministre o hàjib, Almansor, que donaven suport a Muhàmmad II.
El comte de Castella Sanç I Garcia va ajudar els amazics liderats per Sulayman al-Mustaín, derrotant les tropes de frontera de Madínat Salim (Medinaceli) va entrar a Qúrtuba i deposar Muhàmmad II, que va fugir a Tulàytula (Toledo), on va seguir actuant com a califa.
El general Wàdih es va reunir amb els nobles catalans el 1010 a Turtuixa (Tortosa), i aquests van dirigir-se a Tulàytula passant per Madina Salim amb un exèrcit cristià de deu mil homes reclutat per Ramon Borrell, comte de Barcelona, Ermengol I, comte d'Urgell, i Hug I d'Empúries.

## Batalla
Els dos exèrcits es van trobar als afores del castell d'El Vacar. Els amazics van iniciar l'avanç, i immediatament la cavalleria catalana va respondre amb una forta càrrega, però els amazics es van obrir per deixar-los passar i encerclar, però Sulayman al-Mustaín no va entendre als militars i va fugir en veure el desenvolupament de la batalla doncs es trobava a la rereguarda, amb bona part de l'exèrcit.

## Conseqüències
La coalició va derrocar a Sulayman al-Mustaín i Muhàmmad II va recuperar Qúrtuba, tot i que Sulayman al-Mustaín es retirava cap a al-Jazira al-Khadrà (Algesires) per embarcar a Àfrica foren enlçats a la batalla del riu Guadiaro, a prop de Ronda, on va morir Ermengol I. Finalment Muhàmmad II fou assassinat pels homes de Wàdih, que va reposar a Hixam II, però Qúrtuba és bloquejada pels amazics i Wàdih és mort mentre fuig de la ciutat.
Per evitar que Sanç I Garcia refermés la seva aliança amb Sulayman, Wàdih li va concedir importants places fortes, que es van unir als territoris que el Comtat de Castella havia pres al Regne de Lleó durant la minoria d'edat d'Alfons V de Lleó. La guerra va acabar quan Sulayman al-Mustaín va fer assassinar Hixam II el 1013. En el rerefons també hi havia els problemes amb l'excessiva pressió fiscal necessària per a finançar el cost dels esforços bèl·lics.